# Girard, Ohio
Girard là một thành phố thuộc quận Trumbull, tiểu bang Ohio, Hoa Kỳ. Năm 2010, dân số của thành phố này là 9958 người.

## Dân số
- Dân số năm 2000: 10902 người.
- Dân số năm 2010: 9958 người.